# Biezenmortelse gijzeling
De Biezenmortelse gijzeling was een incident tijdens de Tweede Wereldoorlog in 't Winkel bij Biezenmortel in de Nederlandse provincie Noord-Brabant. Duitse militairen namen een groep inwoners van Biezenmortel in gijzeling als represaillemaatregel voor de vernieling van (vracht)wagens die de Duitsers hadden achtergelaten bij hun vlucht uit het dorp op Dolle Dinsdag, 5 september 1944.
Toen de Duitsers terugkeerden, reageerden zij woedend bij het zien van de ravage. Ze pakten een groep inwoners van Biezenmortel op en schoten daarbij op hen om hen angst aan te jagen. De groep werd door de Duitsers opgesloten in een kippenhok op 't Winkel terwijl ze dreigden hen per standrecht dood te schieten.
Een smid uit Udenhout, Willem van der Loo (1898 - 1973), werd betrokken bij de situatie. Hij wist de  Duitsers te kalmeren en bewerkstelligde een akkoord. In ruil voor reparatie van de vrachtwagens die waren ontmanteld – uit te voeren door hemzelf en zijn zonen in zijn smederij – beloofden de Duitsers de gegijzelden vrij te laten, hetgeen geschiedde.